# ニシイワシ
ニシイワシまたはヨーロッパマイワシ(European pilchard)は、条鰭類の魚で、サルディナ属の単型である。若い個体は、サーディンと呼ばれる多くの種の一つである。大西洋北西部、地中海、黒海の水深10-100mの範囲でみられる。プランクトン性の甲殻類を主な餌とし、長さは27.5cmになる。生涯に何度か産卵し、各々のメスは合計で5万から6万個の卵を産む。

## 記載

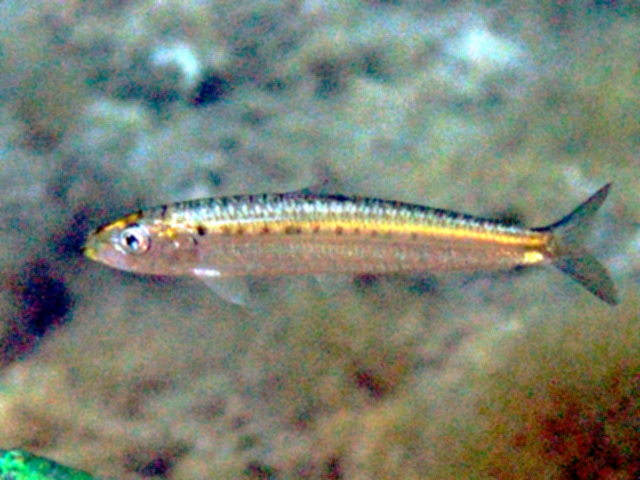

ニシイワシは小型から中型の長細い形で、ニシンに似た魚である。腹びれは背びれのすぐ下から始まる。尻びれの軟条の最後の2つは、残りのものよりも大きい。上半分は緑色かオリーブ色で、側面は金色、腹側は銀色である。

## 分布と生息
大西洋北西部、地中海、黒海に分布する。アイスランド、ノルウェー南部、スウェーデンから、南は西アフリカのセネガルまでに及んでいる。地中海では、西半分やアドリア海では一般的であるが、東半分や黒海では一般的ではない。群れで移動し、多くは湾岸にいるが、外海に100kmも旅することもある。日中には、多くは水深22-55mにいるが、100mまで潜ることもある。夜間には、水深10-35mにまで浮上する。

## 生態

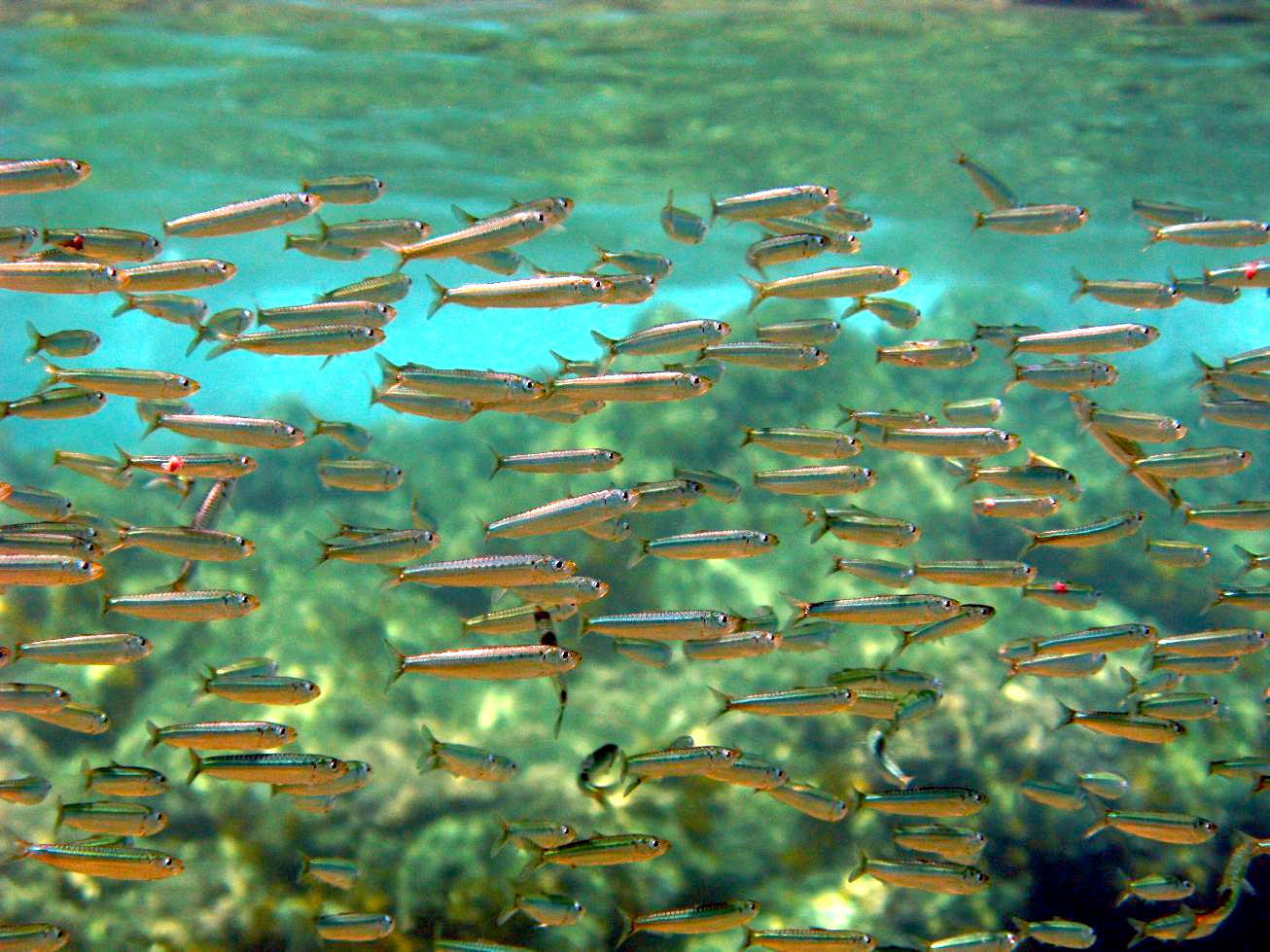
日中、リグリア海の浅い海域で群れる若い個体

地中海では、秋には沖合に移動し、温度や塩分濃度が変化する湾内の水よりも、より冷たく塩分濃度が一定な外海の深い水を好む。冬には産卵が始まり、早春には幼体や若い成体、一部の成熟した成体が沖に向かって移動し、その他の成体は、年内のより遅い時期に湾内に移動する。長い繁殖期間に複数回産卵が行われ、総妊孕力は、5万から6万になる。1歳の時点では大部分がオスで、体長は13-14cmになる。約8年で完全に成長し、21cm程度に達する。
動物性プランクトンと植物性プランクトンの両方を食べる。動物性プランクトンの多くはカイアシ類やその幼体であり、日周鉛直移動を行って、夜間には海面近くに移動し、成熟した成体はこの時に餌を食べる。若い個体は、日中にも餌を食べる。モトカタクチイワシとともに、プランクトンの消費者や、ヨーロッパヘイクやヨーロッパアナゴ等の底生捕食者の餌として、地中海の生態系において重要な位置を占める。この役割は、水深が浅くて食物連鎖が短く、エネルギーが海底に留まりやすいアドリア海では、より顕著である。そのため、イワシの乱獲は生態系の劇的な変化を引き起こしうる。

## 利用

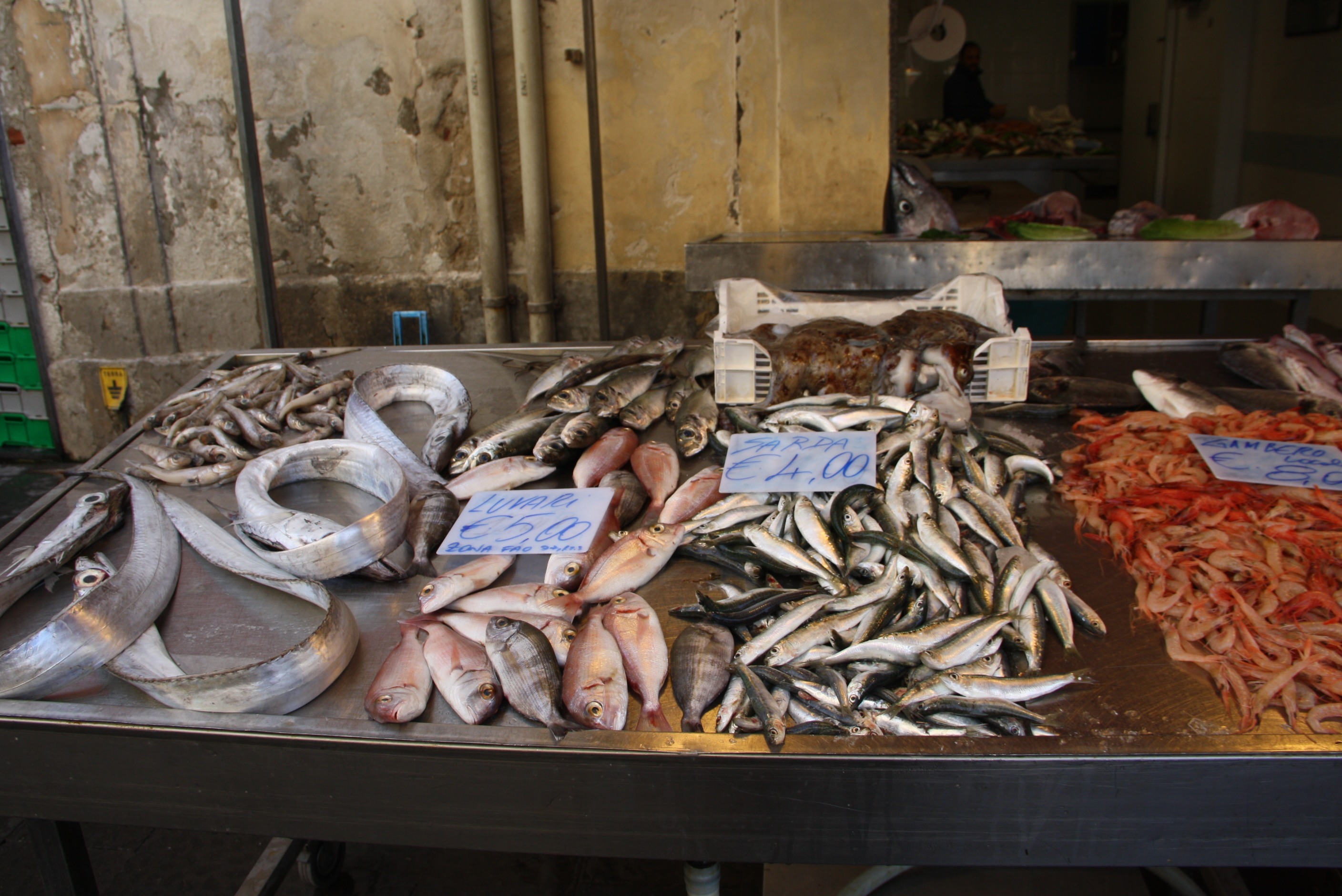
シラクサのこの露店では、中央右のニシイワシが最も安い値段で売られている。

分布域の多くでは、重要な漁獲資源となっている。主にきんちゃく網やランパラ網で獲られるが、底引網が使われることもある。合計で、年間100万トン程度が漁獲され、モロッコ、ポルトガル、スペインは漁獲量が多い。国際連合食糧農業機関(FAO)は、モロッコでは乱獲されていると考えている。
成熟したものはピルチャード、若いものはサーディンとして販売されるが、これらの使い分けは厳密ではなく、地域にも依る。例えばイギリスのSea fish Industry Authorityでは、若いピルチャードをサーディンと分類している。ある基準では、体長15cmに満たないものをサーディン、それ以上のものをピルチャードとするものもある。FAO/WHOのコーデックス委員会の規格では、サーディンの缶詰には、21種類が用いられうるとしている。
生、冷凍、缶詰、塩漬け、燻製、乾燥等の携帯で販売される。生のものは価格が低く、釣り用の餌や肥料にされたり、魚粉に加工されることもある。